# مانولو موسیارو
مانولو موسیارو (انگلیسی: Manolo Mosciaro؛ زادهٔ ۱۷ سپتامبر ۱۹۸۵) بازیکن فوتبال اهل ایتالیا است.
از باشگاه‌هایی که در آن بازی کرده‌است می‌توان به باشگاه فوتبال کروتونه، باشگاه فوتبال ارورا پرو پاتریا ۱۹۱۹، باشگاه فوتبال کوزنتسا کالچو، و باشگاه فوتبال پیزا اشاره کرد.